# ジョシュ・リチャードソン
ジョシュア・マイケル・リチャードソン（Joshua Michael Richardson, 1993年9月15日 - ）は、アメリカ合衆国・オクラホマ州エドモンド出身のプロバスケットボール選手。NBAのマイアミ・ヒートに所属している。ポジションはシューティングガードまたはスモールフォワード。

## 経歴

### カレッジ

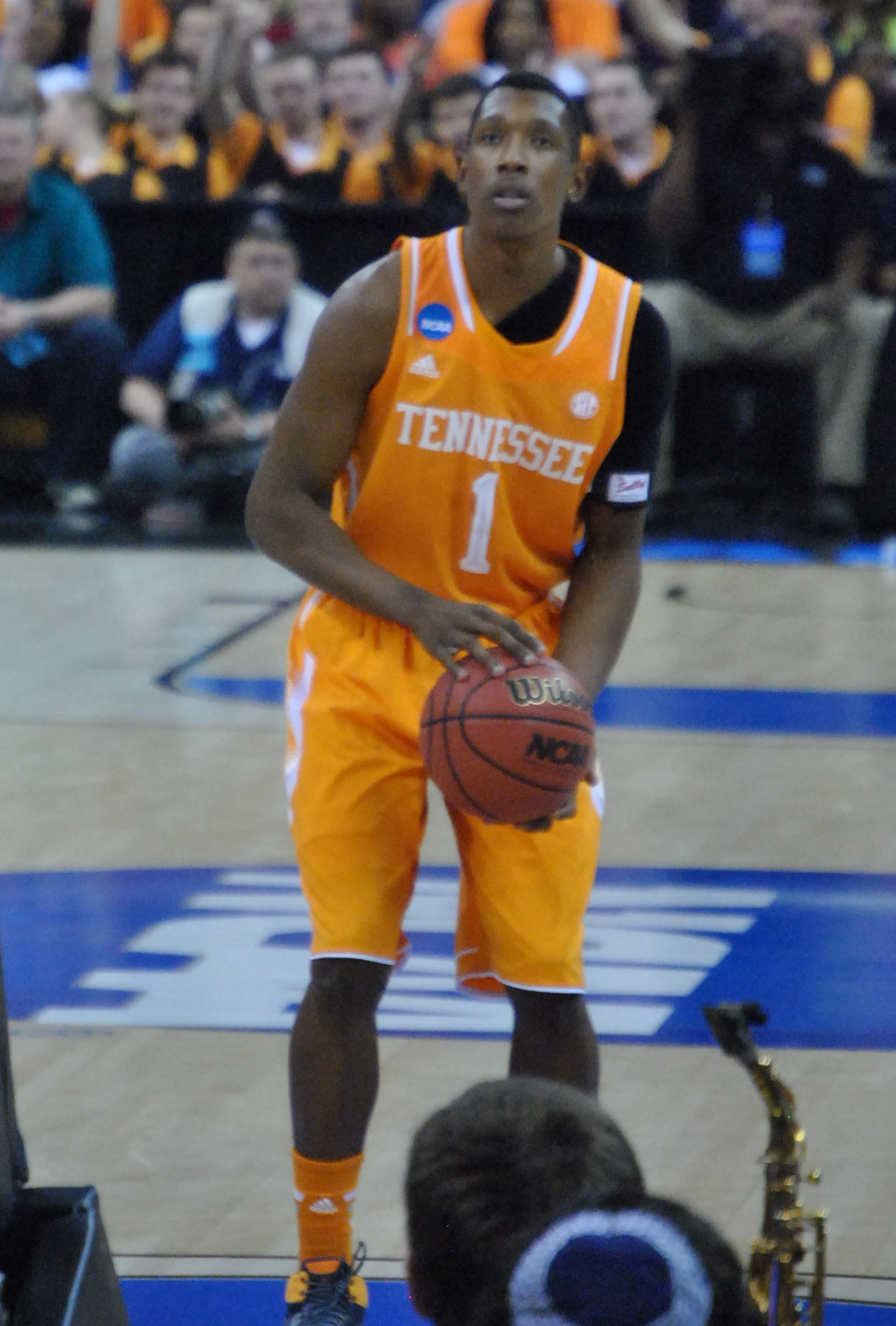
テネシー大学時代のリチャードソン（2016年）

テネシー大学に4年間在籍し、最終学年の2014-15シーズンにオールSECファーストチーム、オールディフェンシブチームには2年連続で選出された。

### マイアミ・ヒート
2015年のNBAドラフトにて2巡目全体40位でマイアミ・ヒートから指名され、8月3日にヒートとの契約に合意した。
2015-16シーズン、11月5日のミネソタ・ティンバーウルブズ戦でNBAデビューを果たした。2016年3月11日のシカゴ・ブルズ戦でキャリアハイとなる22得点を記録し、チームは118-96で勝利した。これらの活躍もあり、4月5日に自身初となるイースタン・カンファレンス月間最優秀選手に選出された。なお、ヒートの新人選手がこれに選出されたのは、カロン・バトラー、マイケル・ビーズリーに次いで史上3人目であった。

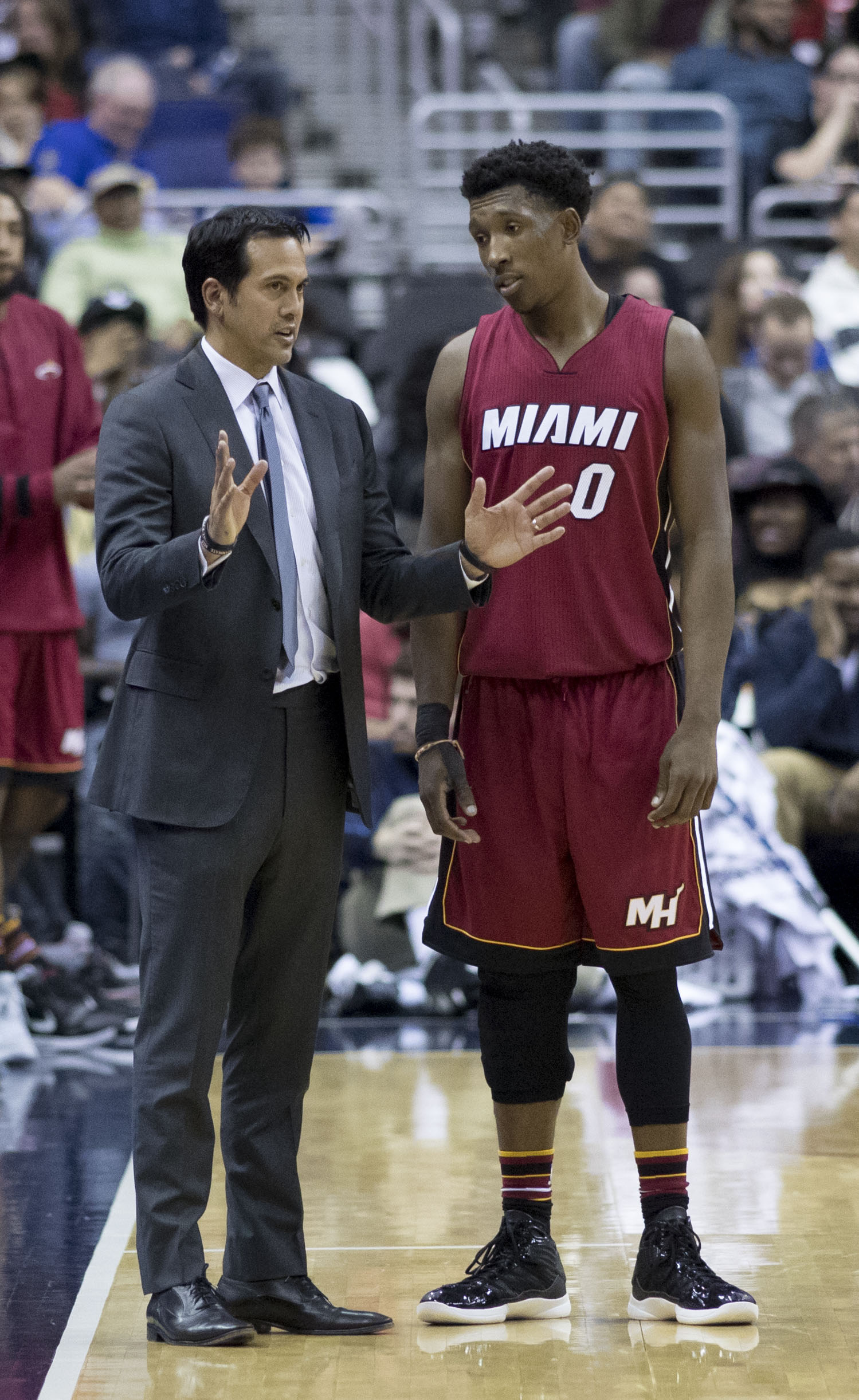
試合中にヒートヘッドコーチのエリック・スポールストラに耳を傾けるリチャードソン（2016年）

2016-17シーズン、9月9日に右膝内側側副靱帯の部分的断裂により、6〜8週間の欠場を余儀なくされた。12月27日のオクラホマシティ・サンダー戦でキャリアハイに並ぶ22得点を記録したが、チームは94-106で敗れた。
2017-18シーズン開幕前の9月13日にヒートとの4年総額4,200万ドルの延長契約に合意した。2018年2月7日のヒューストン・ロケッツ戦でキャリアハイを更新する30得点を記録したが、チームは101-109で敗れた。
2018-19シーズン、2018年11月18日のロサンゼルス・レイカーズ戦でテクニカルファウルを受けて退場処分となり、観客席に靴を投げ込んで、その後2万5000ドルの罰金処分を受けた。2019年2月10日のゴールデンステート・ウォリアーズ戦で自身最多の37得点を記録した。このシーズンは73試合で平均34.8分に出場し、16.6得点・3.6リバウンド・4.1アシスト・1.5スティールを記録した。

### フィラデルフィア・76ers
2019-20シーズン開幕前の7月にジミー・バトラー、ハッサン・ホワイトサイド、モーリス・ハークレス、メイヤーズ・レナードなどが絡む4チーム間の大型トレードによりフィラデルフィア・76ersへ移籍した。2019年11月27日のサクラメント・キングス戦で右ハムストリングを痛めて、その後6試合を欠場した。2020年1月22日のトロント・ラプターズ戦で左ハムストリングを痛めて、その後6試合を欠場した。3月1日のロサンゼルス・クリッパーズ戦でチームメートのアレック・バークスがレイアップの後に後ろに接近してきたところ、彼の後頭部とリチャードソンの頭が接触し、その後に脳震盪と診断され、その後3試合の欠場を余儀なくされた。

### ダラス・マーベリックス
11月18日にセス・カリーとのトレードで、タイラー・ベイのドラフト権と共にダラス・マーベリックスへ移籍した。

### ボストン・セルティックス
2021年7月31日にモーゼス・ブラウンとのトレードでボストン・セルティックスへ移籍した。

### サンアントニオ・スパーズ
2022年2月10日にデリック・ホワイトとのトレードでロメオ・ラングフォード、2022年のプロテクト付き1巡目指名権と共にサンアントニオ・スパーズへ移籍した。

### ニューオーリンズ・ペリカンズ
2023年2月9日にデボンテ・グラハム、2024年・2026年・2028年・2029年のドラフト2巡目指名権とのトレードでニューオーリンズ・ペリカンズへ移籍した。

### ヒート復帰
2023年7月2日に古巣であるマイアミ・ヒートとの契約に合意した。

## 個人成績

### NBA

#### レギュラーシーズン
| シーズン | チーム | GP  | GS  | MPG  | FG%  | 3P%  | FT%  | RPG | APG | SPG | BPG | PPG  |
| -------- | ------ | --- | --- | ---- | ---- | ---- | ---- | --- | --- | --- | --- | ---- |
| 2015–16  | MIA    | 52  | 2   | 21.3 | .452 | .461 | .667 | 2.1 | 1.4 | .7  | .5  | 6.6  |
| 2016–17  | MIA    | 53  | 34  | 30.5 | .394 | .330 | .779 | 3.2 | 2.6 | 1.1 | .7  | 10.2 |
| 2017–18  | MIA    | 81  | 81  | 33.2 | .451 | .378 | .845 | 3.5 | 2.9 | 1.5 | .9  | 12.9 |
| 2018–19  | MIA    | 73  | 73  | 34.8 | .412 | .357 | .861 | 3.6 | 4.1 | 1.1 | .5  | 16.6 |
| 2019–20  | PHI    | 55  | 53  | 30.8 | .430 | .341 | .809 | 3.2 | 2.9 | .9  | .7  | 13.7 |
| 2020–21  | DAL    | 59  | 56  | 30.3 | .427 | .330 | .917 | 3.3 | 2.6 | 1.0 | .4  | 12.1 |
| 2021–22  | BOS    | 44  | 0   | 24.7 | .443 | .397 | .859 | 2.8 | 1.5 | .8  | .5  | 9.7  |
| 2021–22  | SAS    | 21  | 7   | 24.4 | .429 | .444 | .946 | 2.9 | 2.3 | 1.0 | .3  | 11.4 |
| 2022–23  | SAS    | 42  | 6   | 23.7 | .436 | .357 | .883 | 2.8 | 3.3 | 1.0 | .3  | 11.5 |
| 2022–23  | NOP    | 23  | 4   | 23.2 | .419 | .384 | .762 | 2.4 | 1.6 | 1.3 | .4  | 7.5  |
| 2023–24  | MIA    | 43  | 6   | 25.6 | .444 | .347 | .944 | 2.8 | 2.4 | .6  | .3  | 9.9  |
| 通算     | 通算   | 546 | 322 | 28.7 | .429 | .364 | .846 | 3.1 | 2.7 | 1.0 | .5  | 11.6 |

#### プレーオフ
| シーズン | チーム | GP | GS | MPG  | FG%  | 3P%  | FT%   | RPG | APG | SPG | BPG | PPG  |
| -------- | ------ | -- | -- | ---- | ---- | ---- | ----- | --- | --- | --- | --- | ---- |
| 2016     | MIA    | 14 | 0  | 27.6 | .371 | .370 | .714  | 3.6 | 1.6 | .4  | .9  | 6.6  |
| 2018     | MIA    | 5  | 5  | 26.0 | .375 | .316 | .857  | 3.0 | 2.8 | 2.2 | 1.0 | 8.4  |
| 2020     | PHI    | 4  | 4  | 36.0 | .357 | .357 | .944  | 3.8 | 3.3 | .5  | .5  | 16.8 |
| 2021     | DAL    | 7  | 0  | 13.4 | .393 | .300 | 1.000 | 1.6 | .7  | .3  | .0  | 4.9  |
| 通算     | 通算   | 30 | 9  | 25.2 | .371 | .350 | .875  | 3.0 | 1.8 | .7  | .7  | 7.9  |

### カレッジ
| シーズン | チーム   | GP  | GS  | MPG  | FG%  | 3P%  | FT%  | RPG | APG | SPG | BPG | PPG  |
| -------- | -------- | --- | --- | ---- | ---- | ---- | ---- | --- | --- | --- | --- | ---- |
| 2011–12  | テネシー | 34  | 9   | 16.0 | .353 | .237 | .640 | 1.4 | .7  | .5  | .6  | 2.9  |
| 2012–13  | テネシー | 33  | 33  | 30.7 | .469 | .214 | .692 | 4.3 | 1.5 | 1.1 | .7  | 7.9  |
| 2013–14  | テネシー | 37  | 36  | 30.4 | .474 | .340 | .793 | 2.9 | 1.5 | .7  | .8  | 10.3 |
| 2014–15  | テネシー | 32  | 32  | 36.3 | .461 | .359 | .798 | 4.5 | 3.6 | 2.1 | .5  | 16.0 |
| 通算     | 通算     | 136 | 110 | 28.3 | .456 | .318 | .758 | 3.2 | 1.8 | 1.1 | .6  | 9.2  |